# Соколова, Ксения Янисовна
Ксения Янисовна Соколова (род. 5 апреля 1971, Москва) — российская журналистка, писательница, интервьюер и публицист.
Обозреватель и заместитель главного редактора российской версии журнала GQ (2003—2012), обозреватель и заместитель главреда проекта «Сноб» (2012—2016), вице-президент медиа-группы «ЖиВи!» (2012—2016). В 2016 году баллотировалась в Госдуму от «Партии Роста». С августа по октябрь 2016 года — главный редактор российской версии журнала Esquire (сейчас «Правила жизни»). В феврале 2017 года была избрана президентом благотворительного фонда «Справедливая помощь» вместо погибшей в 2016 году в авиакатастрофе Елизаветы Глинки, известной как Доктор Лиза.

## Биография
Родилась в Москве. Её прадед Иван (Иоанн) Михайлович Соколов был сельским дьяконом, расстрелянным в 1938 году на Бутовском полигоне. В интервью на телеканале «Россия 24» Ксения сообщила, что кроме него у неё в роду ещё несколько священников.
В 1997 году окончила факультет художественного перевода Литературного института им. А. М. Горького, где её наставником стал переводчик Виктор Петрович Голышев. В 2003 году начала работать обозревателем в мужском журнале GQ, главой отдела спецпроектов, где позже заняла пост заместителя главного редактора. За это время выпустила сборник своих статей в книге «Революционный гламур. Спецрасследование» (ЭКСМО, 2007 г.). В 2012 году стала вице-президентом медиа-группы «ЖиВи!» и обозревателем проекта «Сноб», который покинула в начале 2016 года.
Разведена, воспитывает сына.
Увлечения: мода, спорт, психология, техники личностного развития, путешествия, автомобили.
В 2016 году участвовала в выборах в Государственную думу РФ по списку Партии Роста и как одномандатник, но не прошла.

## GQ (2003—2012)
В российской версии журнала GQ запомнилась[кому?] громкими материалами на горячие темы. Прославилась резонансным расследованием «120 дней Беслана» с места событий, куда отправилась спустя 4 месяца после трагедии. Позже, в 2006 году, в рамках серии репортажей «Один день с VIP-персоной» поехала в Чечню к Рамзану Кадырову, будучи первым журналистом после Анны Политковской, кто посетил заместителя главы республики в его личной резиденции. В результате этого визита получился эксклюзивный портрет главы республики под названием «Герой нашего времени». Кроме того, в GQ были опубликованы её получившие широкую известность материалы о жизни в Северной Корее, Ираке и Бирме, репортаж из «Учреждения ИК-5», колонии, где содержатся приговорённые к пожизненному заключению, репортаж из Сицилии об аресте последнего главы мафии, репортаж из Нового Орлеана, пережившего последствия урагана «Катрина», из индийского города-крематория Варанаси, из города Краснокаменска и т. д.
Наряду с репортажами регулярно публиковались интервью с российскими и иностранными политиками, в том числе Михаилом Горбачёвым, Сергеем Шойгу, Михаилом Касьяновым, Аркадием Дворковичем и т. д., а также деятелями культуры Микеланджело Антониони, Тонино Гуэрра, Колином Фарреллом, Томом Фордом и т. д.
Широкую известность приобрёл спецпроект, придуманный Ксенией Соколовой и реализованный совместно с Ксенией Собчак «Философия в будуаре», в рамках которого колумнистки журнала брали откровенные скандальные интервью у влиятельных мужчин страны и мира. На их острые и подчас нескромные вопросы отвечали Борис Березовский, Эдуард Лимонов, Владимир Кехман, Арам Габрелянов, Михаил Леонтьев, Юрий Шевчук, Михаил Саакашвили, Алексей Навальный, Доменико Дольче и Стефано Габбана, Евгений Ройзман, Борис Немцов и др. В 2010 году вышел сборник этих интервью в книге «Философия в будуаре». Ксения Собчак так описала совместный проект: «Вот уже пара лет как мы вместе с Ксенией Соколовой ведём в журнале GQ рубрику „Философия в будуаре“. Там мы, две ядовитые на язык стервы, подобно Сцилле и Харибде, интервьюируем различных персон мужского пола с очевидной целью: выставить их в глазах читателей напыщенными, недалекими и закомплексованными импотентами. Своих планов мы ни от кого не скрываем. Любой здравомыслящий человек должен бы держаться от этой рубрики дальше пушечного выстрела… депутаты, бизнесмены средней руки, госслужащие сами просятся к нам на расправу и готовы даже заплатить, лишь бы увидеть свою фотографию и свои отлитые из золота слова на глянцевой странице. Если бы не кристально чистые этические принципы, нам впору бы уже открыть фирму и процветать. Нам — бесчестные деньги, героям — экземпляр журнала с закладочкой, чтобы показывать родственникам».
Вместе с журналистом Антоном Красовским в рамках другого спецпроекта «О, Русь!» в 2008 году проехали всю Россию на автомобиле по маршруту Москва-Владивосток. Итогом путешествия стала серия популярных заметок про жизнь в российской глубинке.
Главный редактор российского GQ Николай Усков так описал их сотрудничество: «Когда мы с Ксенией Соколовой пришли в журнал GQ в 2003 году, мы ещё смутно представляли тот жанр, который позже — то ли в шутку, то ли всерьез — назовут „революционным гламуром“… кто бы мог подумать, что такие материалы появятся в одном ряду с информацией о бронзатах и бутоньерках. Западные СМИ писали, что глянец в путинской России противоестественным образом стал оазисом свободы».
В 2012 году совместно с Михаилом Прохоровым начала в GQ проект Made in Russia, целью которого было рассказать о наиболее успешных молодых российских предпринимателях, учёных и деятелях культуры, чьи имена известны и признаны не только в России, но и во всем мире. В рамках проекта вышли интервью с Евгением Касперским, Николаем Фоменко, предпринимателями, поддерживаемыми корпорацией РОСНАНО и т. д. Позже проект Made in Russia стал частью президентской кампании Михаила Прохорова 2012 года, а сама Ксения Соколова — членом его предвыборного штаба. Название «Сделано в России» также носит ежегодная премия, которую уже в течение 3 лет вручает за главные достижения в науке, культуре и бизнесе проекта «Сноб».
В 2014 году в журнале вышло её эксклюзивное интервью с бывшей женой Владимира Потанина Наталией Потаниной «Иметь такого человека в оппонентах — очень опасно».

## Проект «Сноб»(2012—2016)
С 2012 года — вице-президент медиа-группы «ЖиВи!» и заместитель руководителя проекта «Сноб». В проекте «Сноб» продолжила брать интервью у ярких личностей нашей эпохи. В рубрике «Завтраки с Соколовой» вышли интервью c Аллой Пугачёвой, Александром Мамутом, Андреем Звягинцевым, Андреем Кончаловским, Владимиром Буковским, Алексеем Венедиктовым, Авдотьей Смирновой, Леонидом Ярмольником, Натальей Синдеевой, Славой Полуниным, Борисом Акуниным, Петром Авеном, Елизаветой Глинкой, Андреем Шароновым, Людмилой Улицкой, Альфредом Кохом, Сергеем Капковым и др.
Одной из первых взяла интервью у Михаила Ходорковского в Берлине сразу после его выхода из тюрьмы.
Событием стал её эксклюзивный разговор с Мариной Литвиненко, вдовой подполковника ФСБ Александра Литвиненко, отравленного полонием в 2006 году в Лондоне.
Там же вышло нашумевшее интервью с журналистом Антоном Красовским «Я гей, и я такой же человек, как президент Путин», в котором журналист впервые рассказал о причинах, по которым совершил coming out.
В 2012 году повторила путешествие по России в рамках спецпроекта «Россия Offline», итогом которого стала серия статей и выставка фотографий Константина Соломатина, прошедшая на нескольких площадках, в том числе в Парке Горького.

## Скандалы
К. Я. Соколова возглавила фонд «Справедливая помощь» в начале 2017 года. В начале 2018 года некоторые сотрудники фонда покинули организацию, обвинив Соколову в нанесении ущерба фонду. Как выяснилось, она сняла в аренду офис в центре Москвы и подняла себе зарплату с 30 тыс. до 150 тыс.. Из-за этих решений фонд практически остался без средств в течение года. Попечители фонда сами предложили сменить руководство. Также выяснилось, что она как руководитель фонда наняла второго адвоката, заплатив ему 1,79 млн руб., при этом оставался действительным контракт с другим адвокатом от 2015 года. Сама Соколова не отрицает увеличения расходов на сотрудников фонда, но объясняет это легализацией серых зарплат, которые выплачивались до её прихода. Скандал с фондом она объясняет как попытку захвата фонда некоторыми (бывшими) сотрудниками при поддержке мужа Елизаветы Глинки и сотрудников правоохранительных органов.